# ГЭС Сяовань
ГЭС Сяовань (кит. упр. 小湾坝, пиньинь Xiǎowān Bà) — арочная плотина и ГЭС на реке Меконг в Наньцзянь-Ийском автономном уезде провинции Юньнань, юго-запад Китая. Основное назначение плотины — выработка гидроэлектроэнергии, мощность электростанции составляет 4200 МВт. Построенная в период с 2002 по 2010 год компанией Huaneng Power International плотина стоимостью 32 млрд юаней (почти 3,9 млрд долл. США) и высотой 292 м является второй по высоте арочной плотиной в мире. Она также является третьей по величине среди плотин всех типов после Цзиньпин-I и Нурекской ГЭС и третьей по величине гидроэлектростанцией в Китае.

## История
Технико-экономическое обоснование плотины было завершено в 1992 году в рамках проекта развития долины реки Меконг. В 1995 году отчет был рассмотрен и одобрен правительством Китая. Три года спустя, в 1998 году, был организован консорциум по финансированию и строительству плотины. В 1999 году началось предварительное строительство (дороги, мосты, отвод реки). Официальное строительство дамбы началось 1 января 2002 года. К ноябрю 2003 года река была отведена в новое русло, а в 2005 году началась заливка бетона. Отвод реки был закрыт, и водохранилище начало наполняться в ноябре 2007 года. Первый генератор был введен в эксплуатацию в сентябре 2009 года, а строительство плотины было завершено в марте 2010 года. Последний из шести генераторов был запущен 22 августа 2010 года. Под водохранилище было затоплено 557 кв. км суши и переселено 32 737 человек.

## Характеристики
Плотина Сяовань высотой 292 м и длиной 902 м — длинная арочная плотина двойной кривизны. Ширина гребня — 13 м, основания — 69 м. Гребень плотины находится на высоте 1245 м над уровнем моря, в то время как нормальный уровень резервуара немного ниже — 1240 м. Водохранилище плотины имеет нормальную вместимость 15,0 куб. км, из этой емкости 9,9 куб. км — активная или «полезная» вместимость. Плотина улавливает воду из водосборного бассейна, охватывающего 113 300 кв. км. Площадь резервуара при нормальном уровне 190 кв. км. 
Плотина имеет два водосброса, 5 шлюзов у гребня и тоннель для спуска воды на левом берегу. Пропускная способность шлюзов 5130 куб.м/с, тоннеля — 4884 куб.м/с.. В средней части дамбы есть шесть отверстий, через которые можно сбросить 6500 куб.м/с воды. Кроме того, плотина может сбрасывать дополнительную воду и наносы через два донных выхода. Все выходы плотины, включая электростанцию, обеспечивают максимальный сброс 20 709 куб.м/с.. 
На правом берегу плотины находится водозабор электростанции, который принимает воду в шесть водозаборников диаметром 9,6 м, каждый из которых питает радиально-осевую турбину мощностью 700 МВт на подземной электростанции. Перепад высот от водозаборника до турбины обеспечивает максимальный гидравлический напор 251 м. После выпуска турбиной вода направляется вниз в сторону реки по одному из двух отводных туннелей диаметром 18 м. 